# Овинная (приток Юрмача)
Овинная — река в России, протекает по Камышловскому району Свердловской области. Устье реки находится в 39 км по левому берегу реки Юрмач. Длина реки составляет 19 км.

## Данные водного реестра
По данным государственного водного реестра России относится к Иртышскому бассейновому округу, водохозяйственный участок реки — Пышма от Белоярского гидроузла и до устья, без реки Рефт от истока до Рефтинского гидроузла, речной подбассейн реки — Тобол. Речной бассейн реки — Иртыш.

## Населённые пункты
- Квашнинское
- Михайловка
- Першата (при впадении в Юрмач)

## Притоки
- Голая
- Малая Темная, у Квашнинское
- Большая Темная, у Квашнинское
- Квашниха
- Портомойка, у Михайловки